# Johnny Kenny
Johnny Kenny (* 6. Juni 2003 in Riverstown) ist ein irischer Fußballspieler, der bei Celtic Glasgow unter Vertrag steht.

## Karriere
Johnny Kenny wurde im irischen Riverstown, County Sligo geboren. Er begann seine Karriere im Kindesalter beim Arrow Harps FC, bevor er als Teenager zu den Sligo Rovers wechselte. Ab 2016 spielte er in den folgenden sechs Jahren in der Jugend der „Rovers“. Am 20. März 2021 debütierte der talentierte Stürmer im Alter von 17 Jahren für die erste Mannschaft in der League of Ireland gegen den FC Dundalk. Einen Monat später gelang ihm sein erstes Tor, als er zum 1:0-Sieg gegen Finn Harps traf. Im Juni traf Kenny doppelt bei einem 4:0-Heimsieg über Bohemians Dublin im The Showgrounds. Bis zum Ende der Debütsaison in Irland erzielte er in 32 Spielen elf Tore und war damit bester Stürmer in der Mannschaft von Sligo. Dabei stand Kenny 23 Mal in der Startelf und wurde neunmal eingewechselt.
Im Januar 2022 wechselte Kenny für eine Ablösesumme von umgerechnet 150.000 € nach Schottland zu Celtic Glasgow und unterschrieb einen Vertrag bis 2025. Im August 2022 wurde Kenny an den Zweitligisten FC Queen’s Park verliehen. Und ab Januar 2023 zu den Shamrock Rovers. Mit den Rovers wurde Kenny 2023 irischer Meister.